# Ibanez K7
Se conoce como K-7 o Ibanez K7 al modelo de guitarra marca Ibanez que fue diseñada por los guitarristas de la banda Korn: Head y Munky. Estas guitarras son parte de la serie "Korn Signature" denominadas por la compañía Ibanez. Desde el año 2007 sólo se fabrican dos series de guitarras APEX, unidas al nombre de Munky.
Las guitarras tienen 7 cuerdas, con una afinación A-D-G-C-F-A-D de fábrica (La-Re-Sol-Do-Fa-La-Re, de 7ª a 1ª). Por otra parte, la serie APEX 1 está equipada con un sistema especial de trémolo denominado U-bar, que no desafina la guitarra al utilizarlo.
Gracias a la 7ª cuerda, los guitarristas de Korn llegaron a un sonido más grave, influyendo así en la creación del género musical conocido como Nu metal. Por otra parte, guitarristas como Mick Thomson, de Slipknot, utilizan guitarras diseñadas para llegar a sonidos también muy graves, pero de sólo seis cuerdas (como la Ibanez MTM).

## APEX 1 Prestige
- Mástil APEX de arce y wengé compuesto por 5 piezas.
- Cuerpo de caoba, color Biker's black (negro de ciclista).
- Trastes Jumbo.
- Puente flotante Edge Pro 7 equipado con U-bar.
- Pastillas humbucker DiMarzio® Paf 7®.
- Selector de pastilla de 3 modos.

## APEX 2
- Mástil Wizard II de nogal y arce compuesto por 5 piezas.
- Cuerpo de caoba, color Green Shadow Flat (Sombra verde satin).
- Trastes Jumbo.
- Puente Tone Pros 7.
- Pastillas humbucker DiMarzio® Paf 7®.
- Selector de pastilla de 3 modos.

- Datos: Q834129